# Hodderup
Hodderup er en landsby beliggende øst for Grimmerup i landskabet Angel i Sydslesvig. Administrativt hører Hodderup under Husby Kommune i Slesvig-Flensborg kreds i den nordtyske delstat Slesvig-Holsten. I kirkelig henseende hører landsbyen til Husby Sogn. Sognet lå i Husby Herred (Flensborg Amt, Sønderjylland), da området tilhørte Danmark. Nærliggende bebyggelser er Fulbro (Foldevraa) i øst, Husbymølle og Spang i syd.
Hodderup er første gang nævnt 1483. Forleddet er måske et mandsnavn glda. Hoddi eller et kvindenavn Hodd. Navnet Hodde kendes fra jamtlandske kilder. En anden mulighed er, at forleddet er subst. glda. hodda for hytte, samme ord som svensk dialekt hodda. Ord af samme stamme indgår også i sognenavnet Hodde. Hodderup kunne i så fald være dannet som en bevidst modsætning til navnet på moderbyen Husby.